# Obélisque Napoléon
L'obélisque Napoléon est un obélisque située à Montgenèvre dans les Hautes-Alpes.

## Historique
Élevé à la gloire de Napoléon et originellement inauguré le 12 avril 1804, il est érigé au bout du village, qui fut à la limite de la France et de l'Italie jusqu'en 1947, pour célébrer la fin de la construction de la route de Montgenèvre.
Détruit en 1835 par les Piémontais, il est reconstruit sous les ordres de l'architecte Joseph Andreoli. Les plaques commémoratives en bronze, gravées en quatre langues (français, italien, espagnol et latin), retranscrivent l'hommage à Napoléon et au préfet Ladoucette.